# Feng Menglong
Feng Menglong (1574–1646), nomes de cortesia Youlong (猶龍), Gongyu (公魚), Ziyou (子猶) ou Eryou (耳猶), foi um historiador, romancista e poeta chinês do final da Dinastia Ming. Ele nasceu no condado de Changzhou, agora parte de Suzhou, na província de Jiangsu.

## Carreira
A produção literária de Feng consistiu na compilação de histórias e jornais locais, na recontagem de contos populares e histórias da antiguidade na forma de contos e peças de teatro, e na autoria de romances vernáculos chineses. Duas de suas obras notáveis são História do Amor (Qing Shi, 情史), uma antologia de histórias de amor clássicas, e o romance shenmo Os Três Sui Suprimem a Revolta dos Demônios. Em 1620 ele publicou as Palavras Ilustres para Instruir o Mundo (喻世明言), ou Contos Antigos e Modernos, a primeira parte de sua conhecida trilogia.
Durante seu mandato como magistrado de Shouning, Feng aprendeu sobre a prática local de afogar crianças do sexo feminino no rio. Foi autor do Edital sobre a Proibição do Afogamento de Filhas (禁溺女告示) para apelar aos pais para que não cumprissem o que ele considerava ser um costume abominável, e para prever punições para pais infanticidas e recompensas para aqueles que acolhem crianças abandonadas.